# Maison de l'Industrie (Vienne)

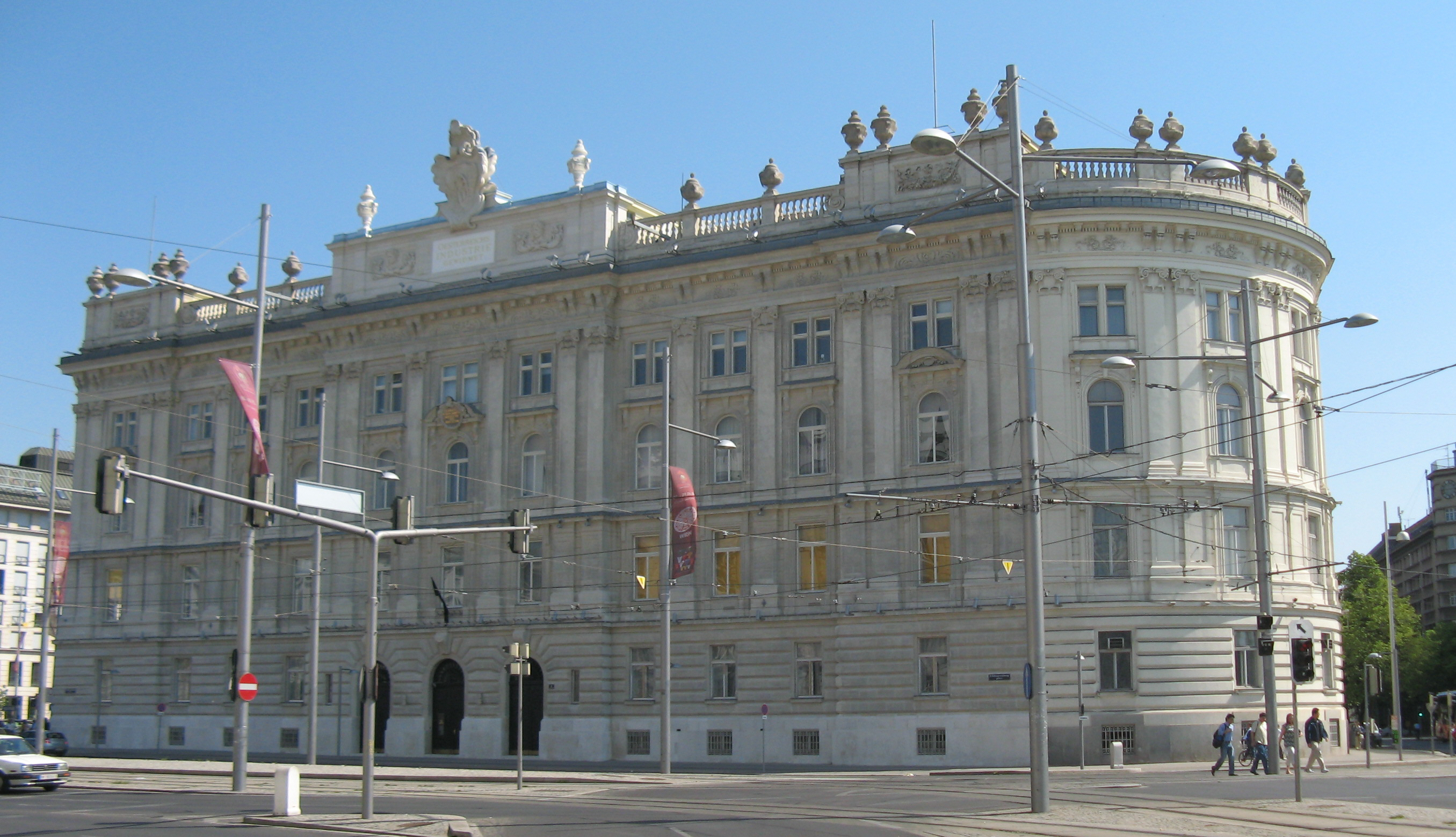
La Maison de l'Industrie sur la Schwarzenbergplatz à Vienne

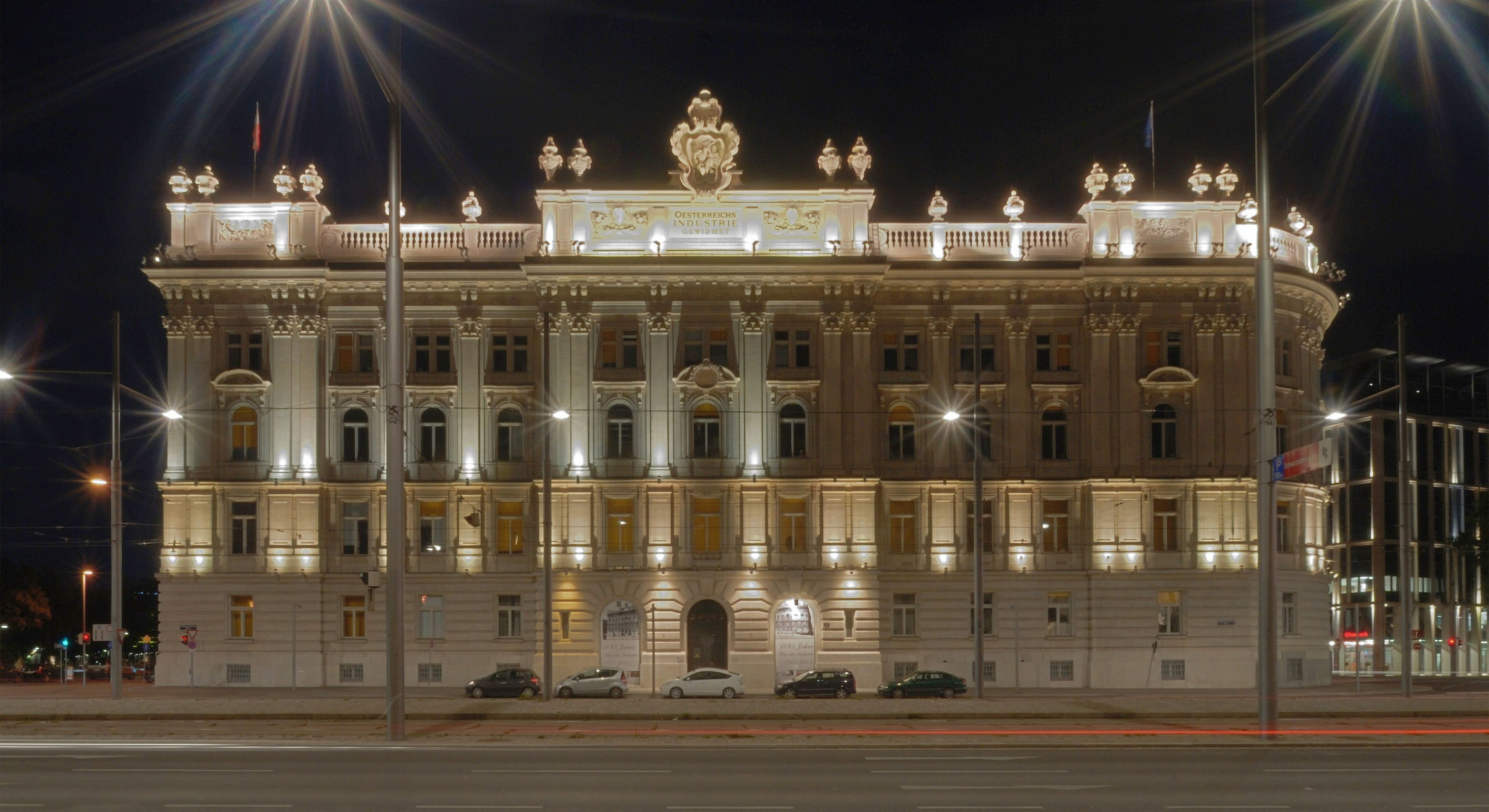
Éclairage de façade à la Maison de l'Industrie

La Maison de l'Industrie est un bâtiment historiciste tardif à Vienne datant de 1909, qui abrite le siège de la Fédération des industriels autrichiens.

## Histoire

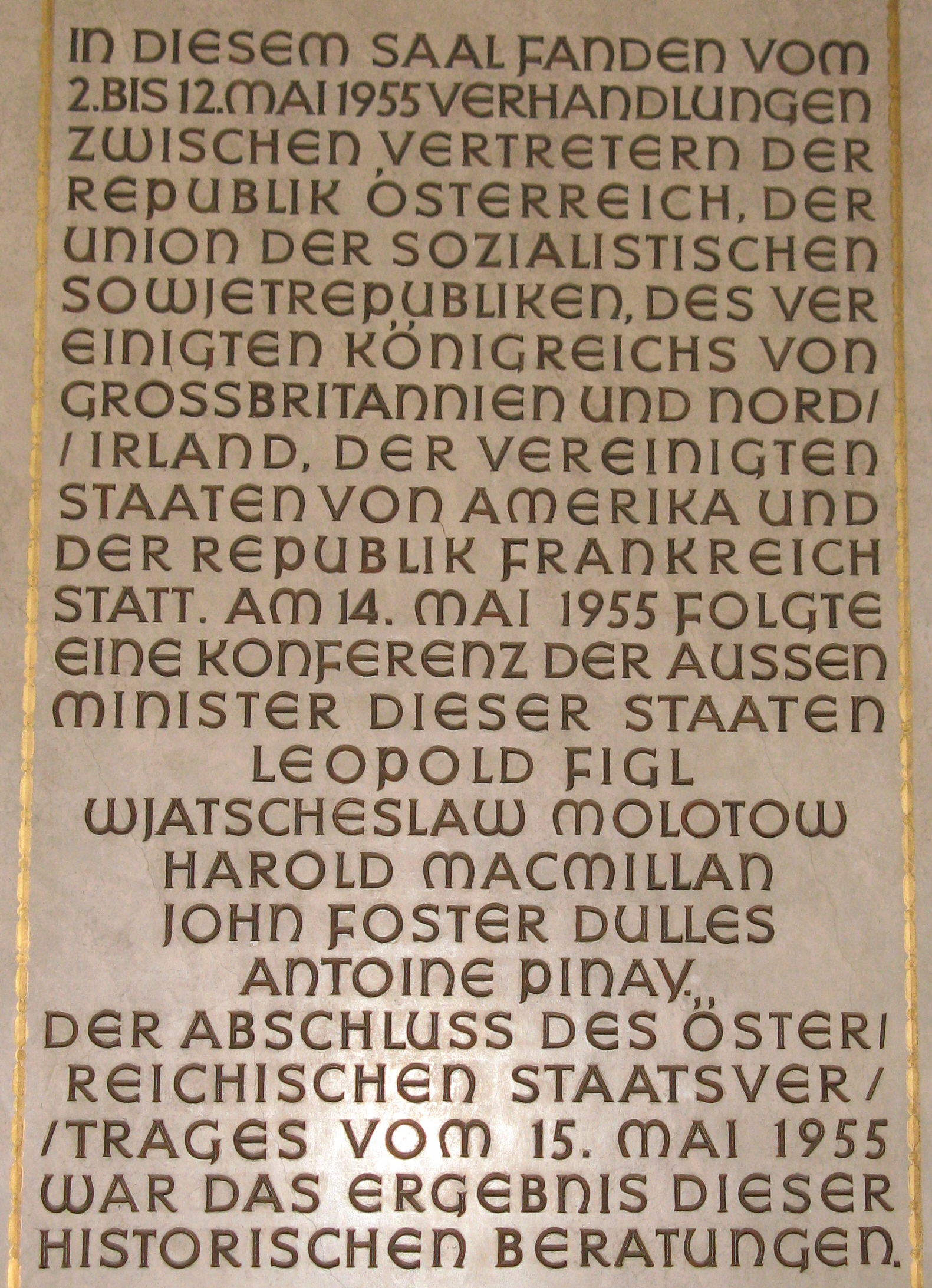
Inscription commémorative à la mémoire des pourparlers préparatoires sur le traité d'État autrichien

La Maison de l'Industrie a été construite de 1906 à 1909 selon les plans de l'architecte Karl König. Elle a ouvert en mars 1911 par l'empereur François-Joseph.
Après la Seconde Guerre mondiale, le bâtiment en bon état de la Schwarzenbergplatz, alors connue sous le nom de Stalinplatz, était le siège du Conseil allié. L'Autriche a été occupée par la Grande-Bretagne, la France, les États-Unis et l'URSS de 1945 à 1955. Dans la Maison de l'Industrie, du 2 au 12 mai 1955 des pourparlers préparatoires sur le traité d'État autrichien s'y sont tenus. Les ministres des Affaires étrangères des puissances occupantes se sont également réunis dans le bâtiment le 14 mai. Le 15 mai 1955, le traité d'État est alors solennellement signé.
Avec une interruption dans les années où elle a servi au Conseil allié, la Maison de l'Industrie a été le siège de l'Association des industriels autrichiens jusqu'à ce jour.

## Description
La Maison de l'Industrie est située dans le quartier viennois de Landstraße sur la Schwarzenbergplatz. C'est un immeuble de bureaux de quatre étages. Un côté du bâtiment est arrondi vers le Heumarkt.
La façade présente de splendides formes néo-baroques. Dans le cartouche du milieu au-dessus du parapet, il y a un relief qui montre une allégorie de l'industrie.
L'intérieur a un foyer représentatif avec un magnifique escalier, un revêtement en marbre multicolore et un puissant lustre. Dans le hall supérieur, il y a des colonnes de marbre, un plafond à caissons et un sol en mosaïque de pierre. La grande salle de bal est l'une des plus splendides de la Ringstrasse : il s'agit d'une salle de deux étages structurée en pilastres avec des lucarnes et un plafond à caissons ainsi que des galeries. Sur le côté est se trouve une grande peinture à l'huile de l'empereur François-Joseph dans un cadre baroque, au-dessus d'un blason de l'industrie entouré de cariatides. La petite salle de bal a également des lucarnes et un plafond à caissons, les murs structurés en pilastres présentent un décor ancien. Elle renferme une inscription commémorant les pourparlers qui ont conduit à la conclusion du traité d'État autrichien en 1955.
Il convient également de noter le premier ascenseur paternoster  d'origine en Autriche, construit en 1911 par Anton Freissler, qui est également toujours en service.
Des concerts de l'Orchestre royal de Vienne sont également donnés dans la grande salle des fêtes.

## Galerie de photos

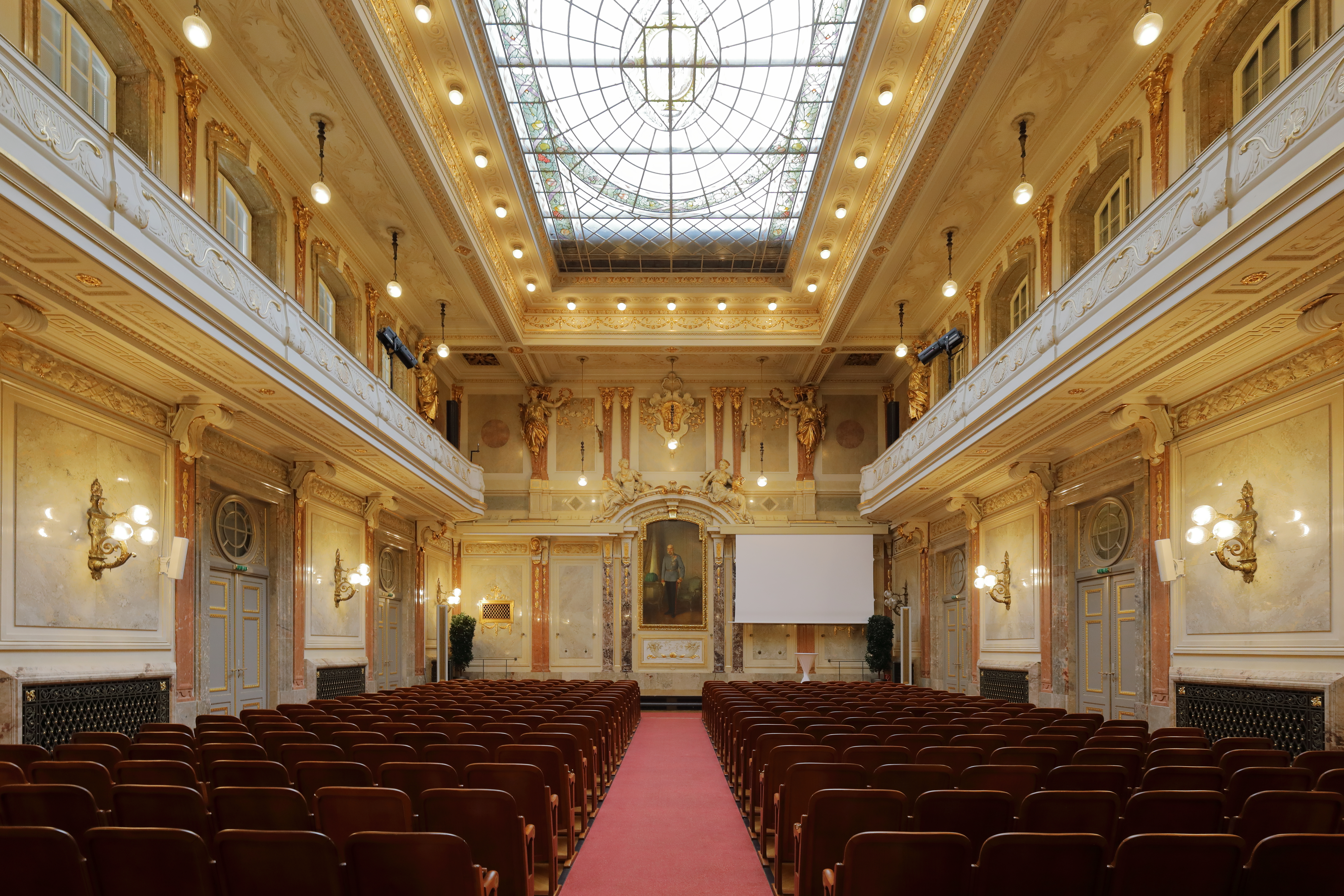
Grande salle de bal
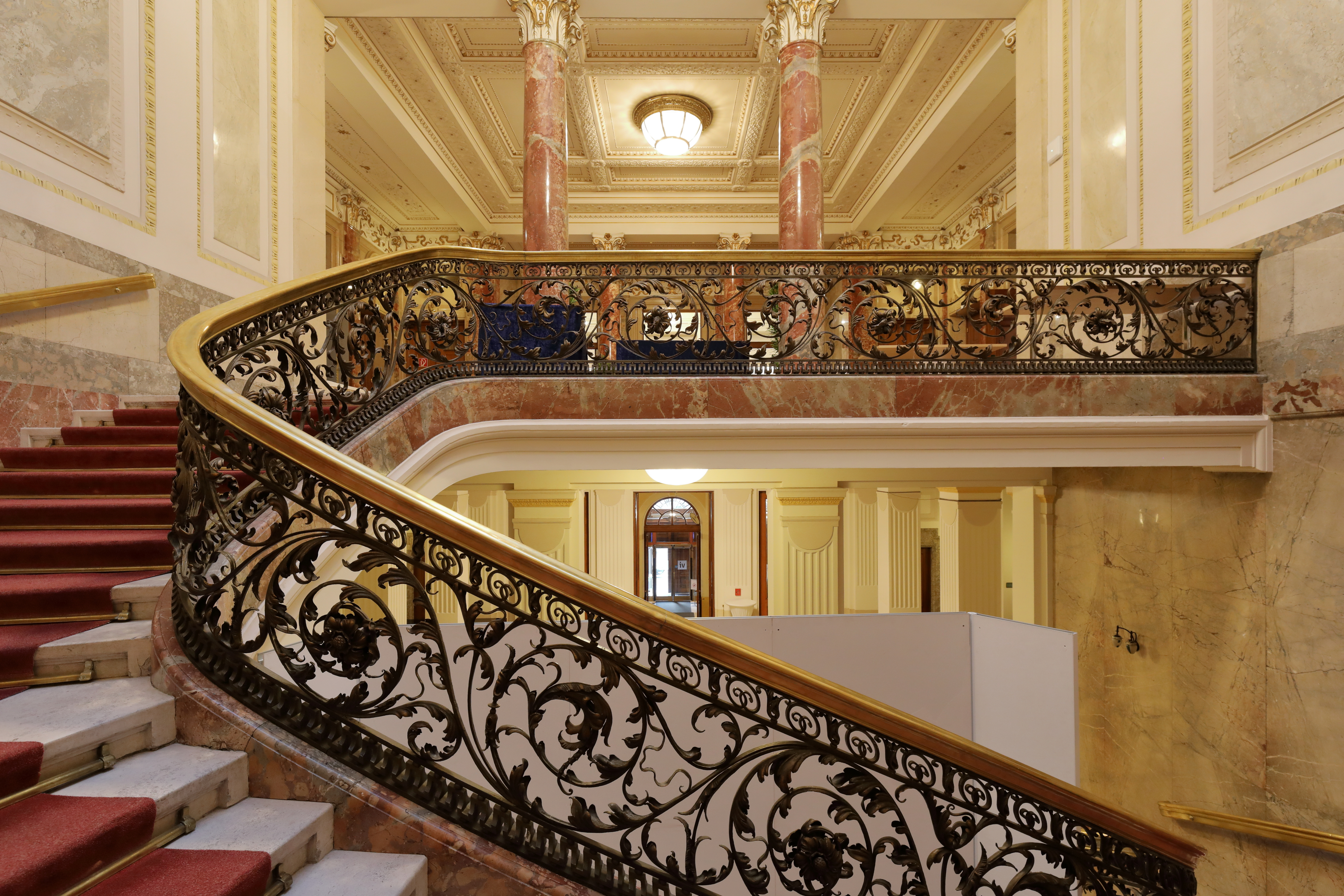
Escalier
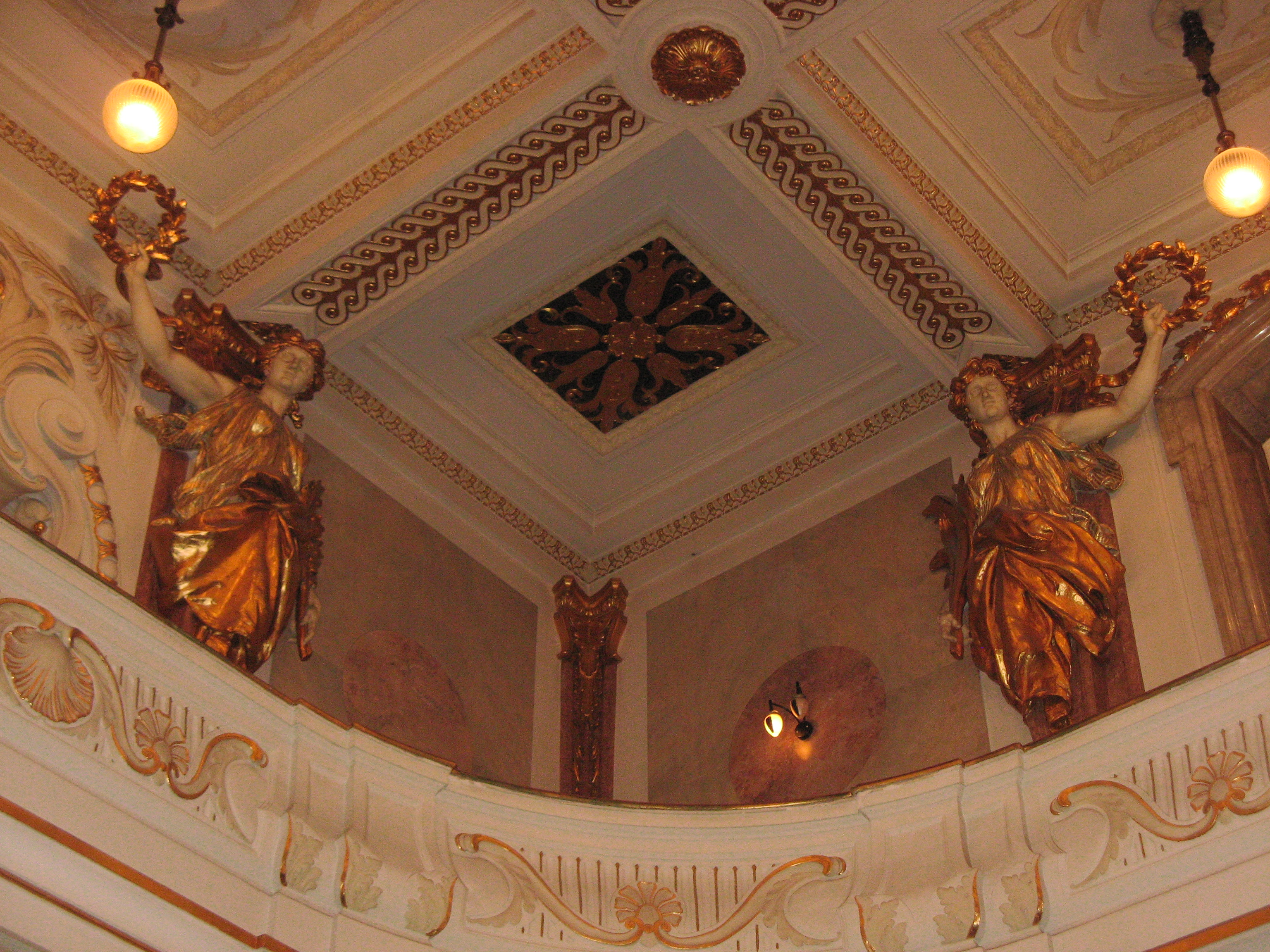
Galerie dans la grande salle de bal
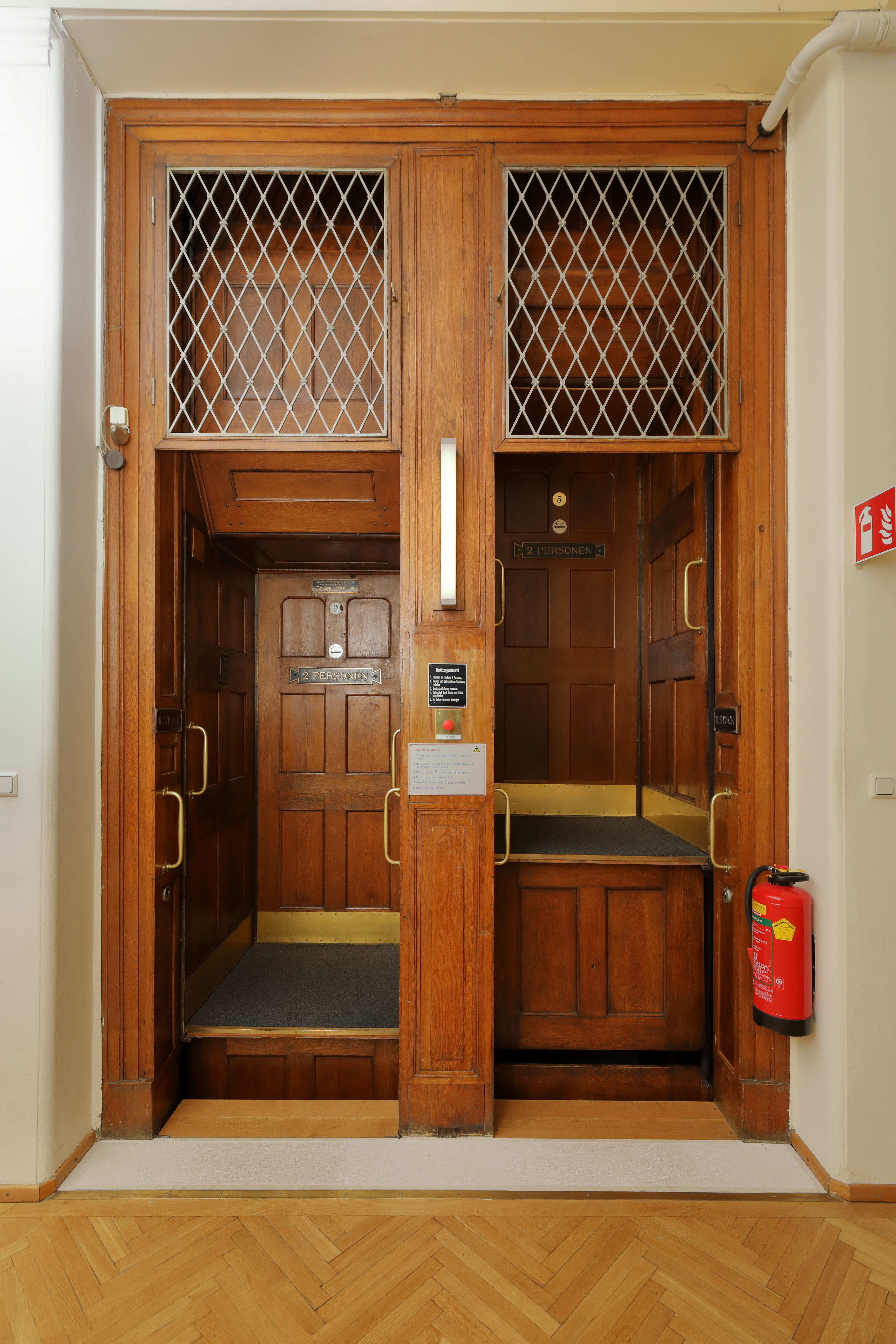
Le plus ancien ascenseur de Vienne